# Off-the-grid
El término off-the-grid, OTG, fuera de la red, sin red o aislado o autónomo, se refiere a no estar conectados a una red, que se utiliza principalmente para hacer referencia a no estar conectado a red eléctrica principal o nacional. En electricidad, los sistemas fuera de la red pueden ser sistemas eléctrico aislados o mini-redes, típicamente para proporcionar electricidad a una comunidad pequeña. La electrificación fuera de la red es un enfoque para acceder a la electricidad utilizado en los países y áreas con poco acceso a la electricidad, debido a tener población dispersa o distante. Puede ser cualquier tipo de generación de electricidad. El término 'Fuera De la Red' puede referirse a vivir de forma autosuficiente, sin la dependencia de uno o más servicios públicos .
Las viviendas off-the-grid son autónomas; no se basan en servicios públicos municipales de abastecimiento de agua, alcantarillado, gas natural, red de energía eléctrica o similares. Una verdadera casa fuera de la red es capaz de operar de forma totalmente independiente de todos los servicios públicos tradicionales. La idea se ha popularizado recientemente por ciertas celebridades como Ed Begley, que protagoniza el programa de televisión Living with Ed (Vivir con Ed) en HGTV. La actriz Daryl Hannah promueve la vida fuera de la red y construyó su casa en Colorado de acuerdo con esos principios, como lo hace el experto en supervivencia y coprotagonista de Desafío x 2 (en inglés, Dual Survival, Supervivencia Dual) Cody Lundin, que vive en una casa-cueva solar pasiva de diseño propio en el alto desierto del Norte de Arizona, recogiendo agua de lluvia, compostando residuos, y pagando nada por los servicios públicos (de gestión pública o privada). 

## Energía eléctrica
La energía eléctrica se puede generar en el sitio con fuentes de energías renovables, tales como la solar (en particular con la energía fotovoltaica), eólica, micro hidroeléctrica, geotérmica o una combinación de estos. Dicho sistema se denomina un sistema autónomo de energía y se compone de:
- Generadores de electricidad renovable.
- Baterías de ciclo profundo: Las baterías son las responsables de almacenar la energía captada por los generadores de energías renovables.
- Controladores de carga o reguladores de carga:[3] Estos equipos regulan la carga de las baterías, evitando excesos de carga (sobrecargas). A través de algoritmos de carga permiten prolongar la vida útil de las baterías. Muchos paneles entregan 16 a 20 voltios que podrían llegar a estropea la batería por un efecto de sobrecarga, ya que esta necesita unos 14,5 voltios para una carga adecuada.
- Inversor: El inversor transforma la energía almacenada en las baterías de corriente continua a corriente alterna.

## Galería

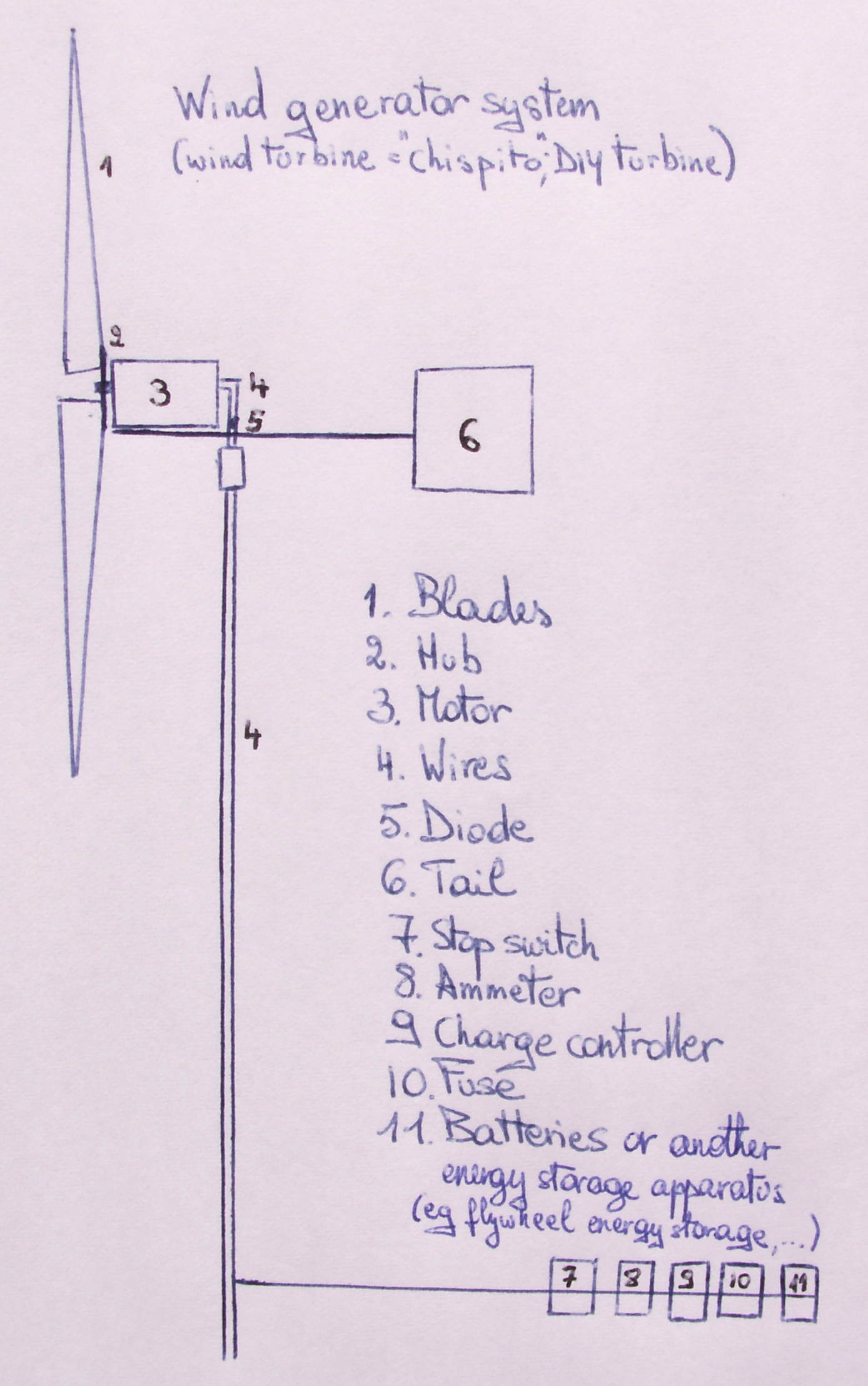
Sistema eólico incompleto
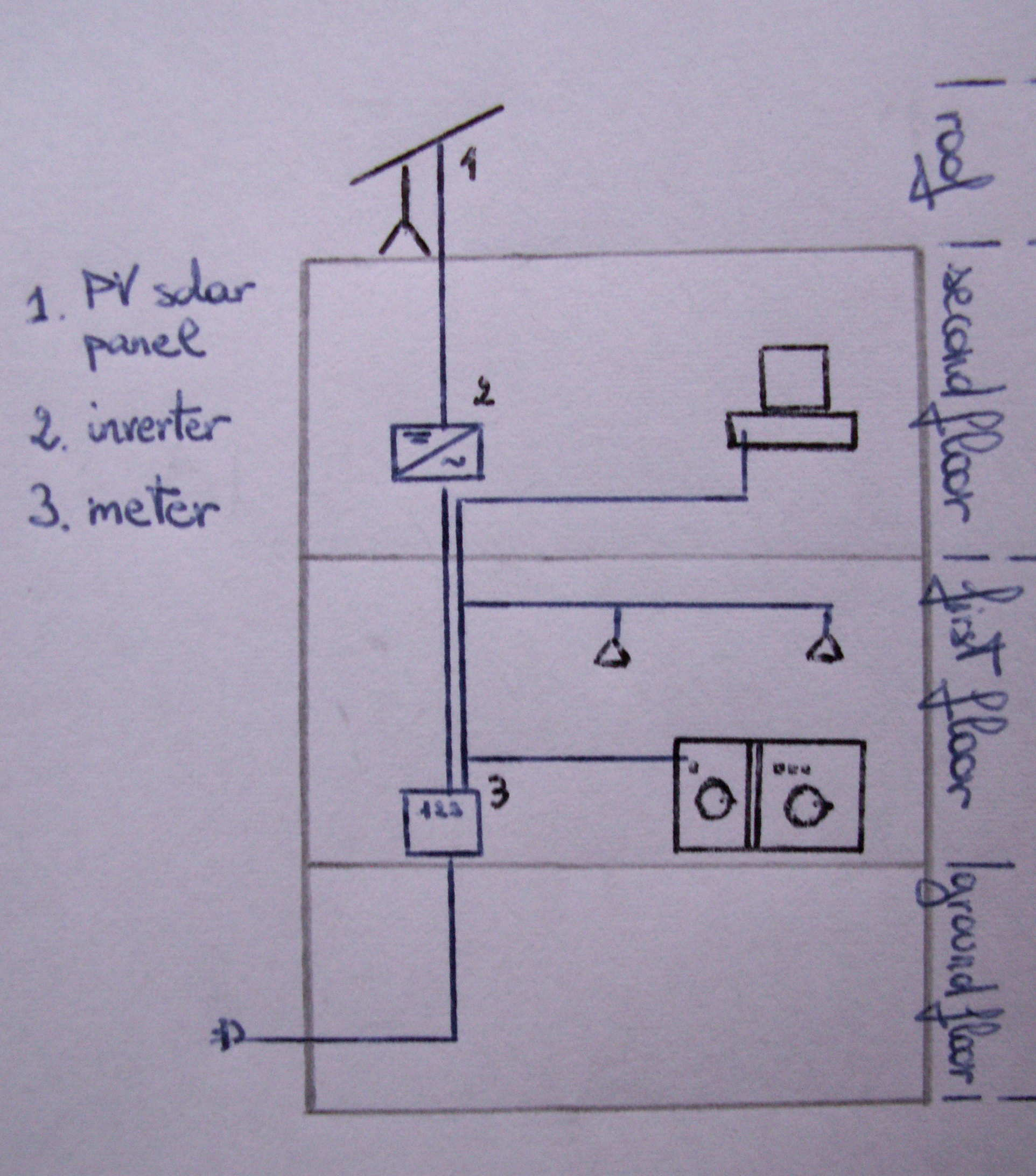
Sistema fotovoltaico
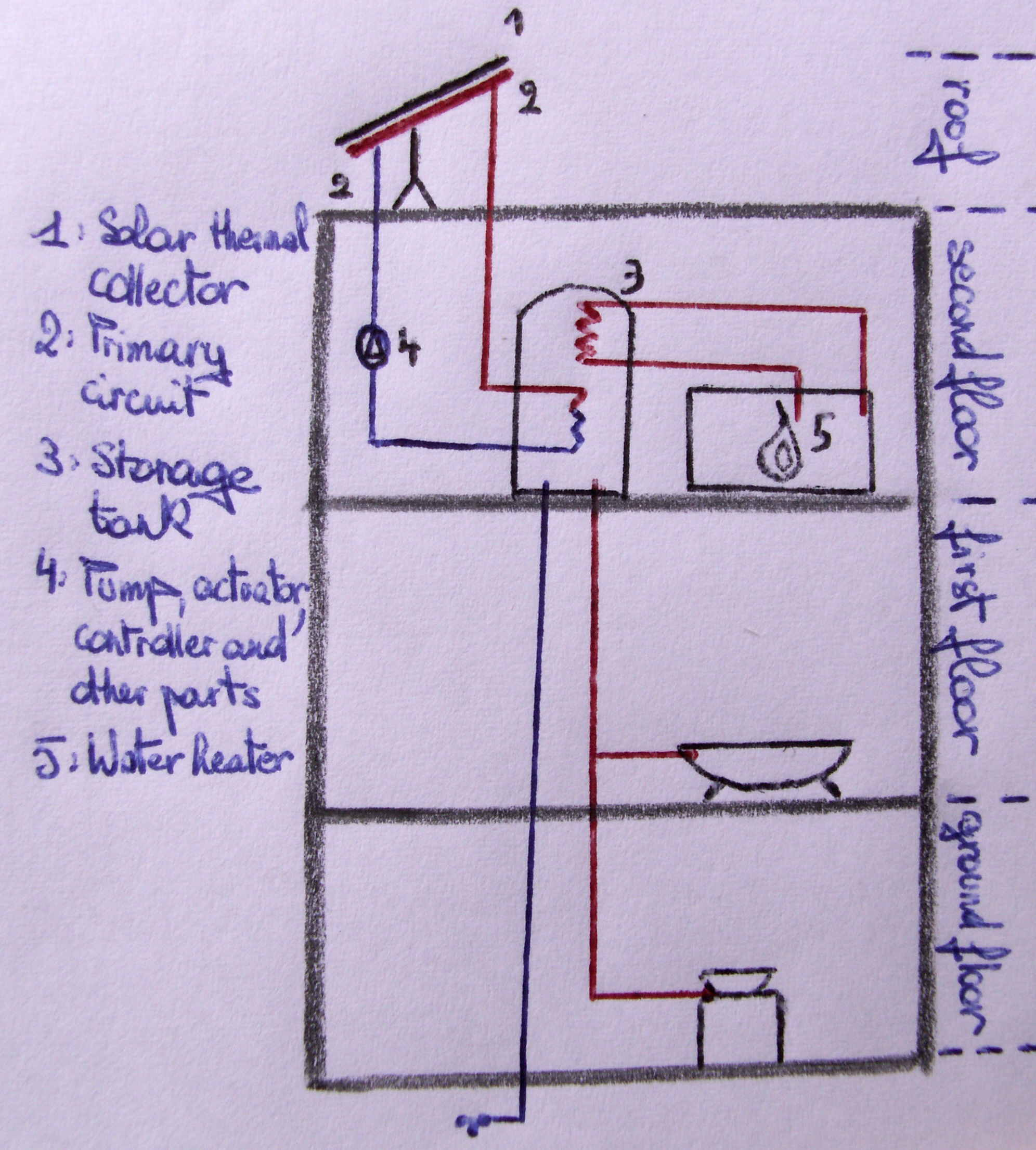
Sistema de calefacción solar
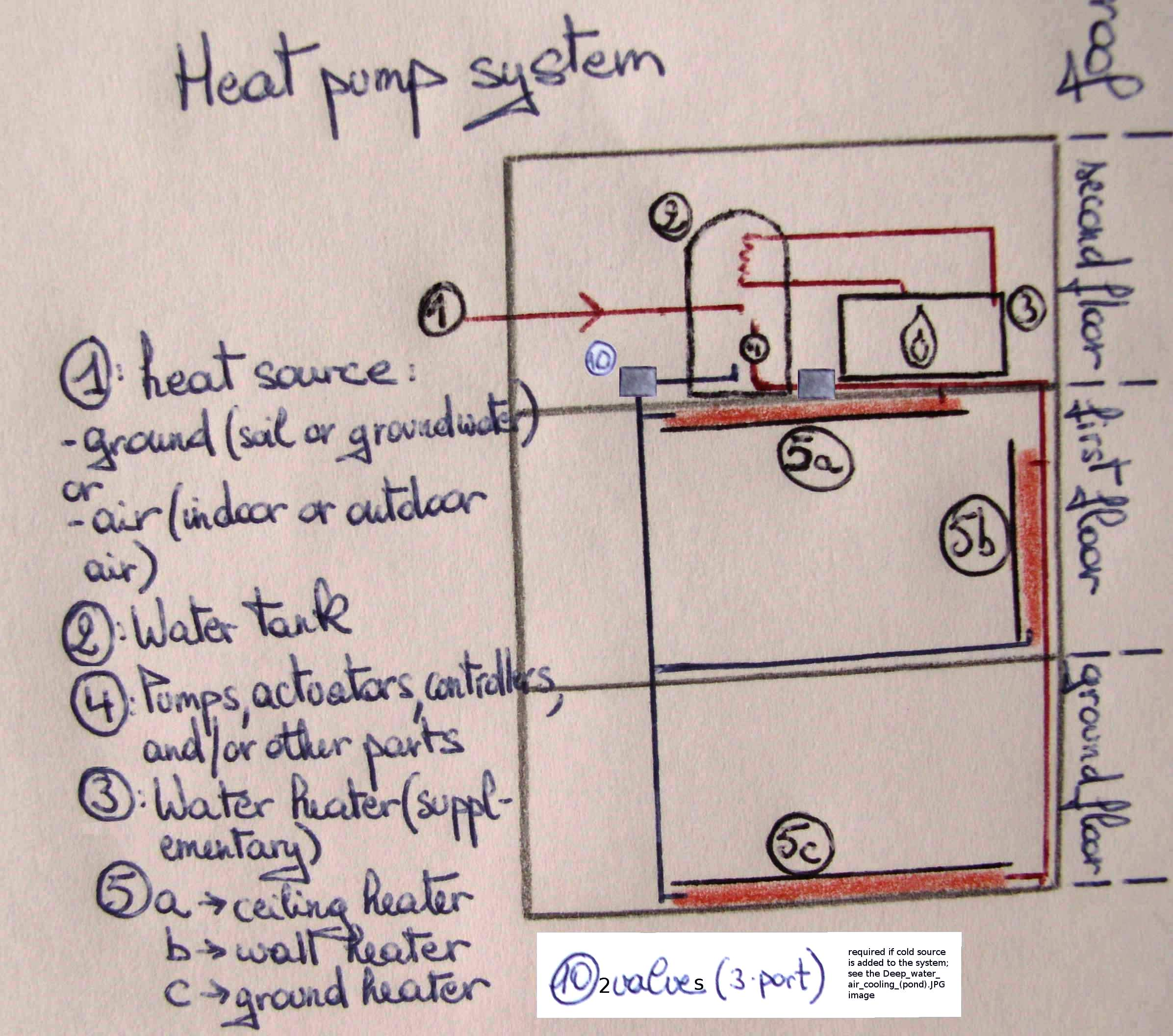
Sistema con bomba térmica
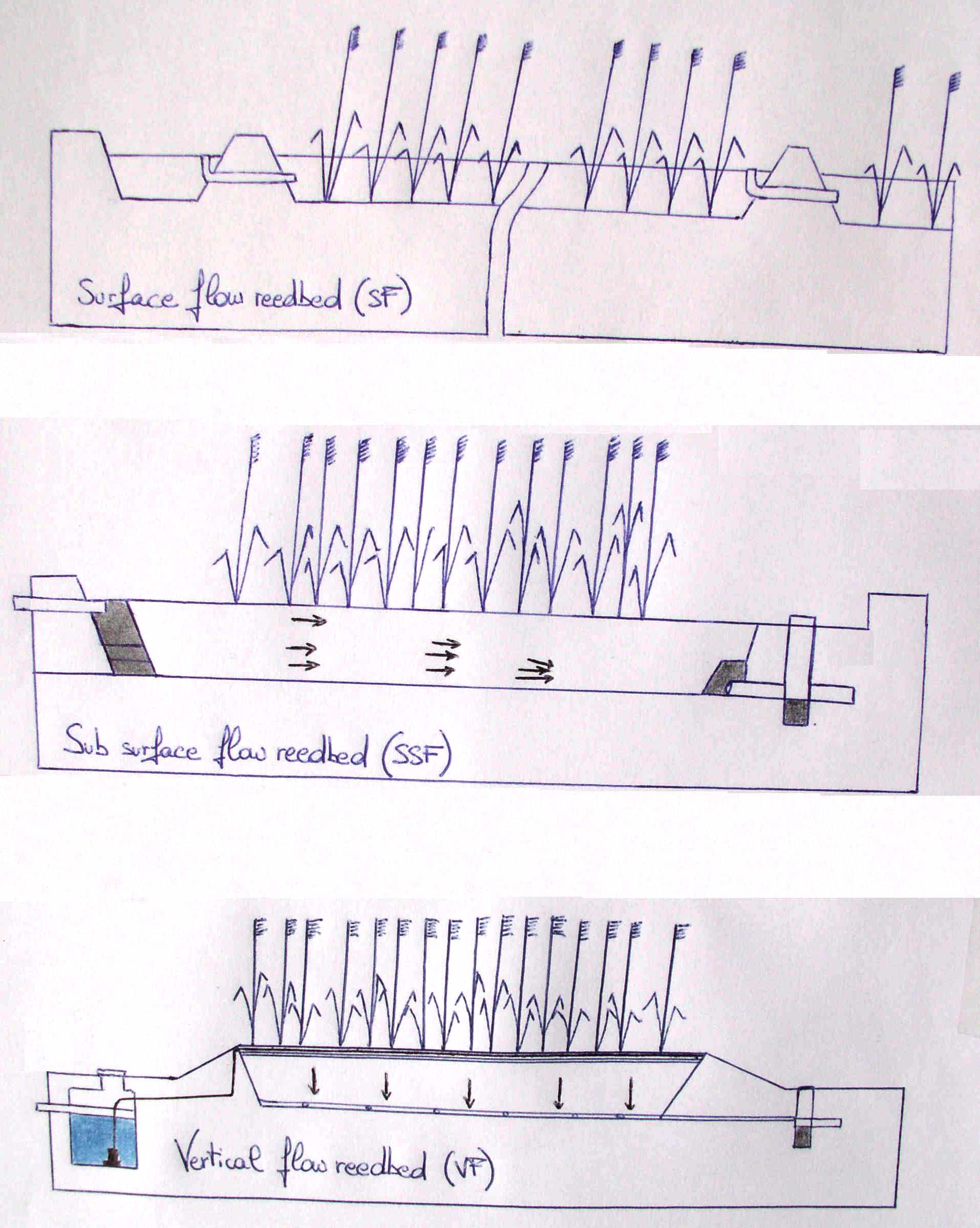
Estanques pueden ser utilizados para purificar agua
Abastecimento de calor y frio combinado con bombas de calor para calefacción